# فرانک ولز
فرانک ولز (هلندی: Frank Wels؛ ۲۱ فوریهٔ ۱۹۰۹ – ۱۶ فوریهٔ ۱۹۸۲) یک بازیکن فوتبال اهل هلند بود.

## تیم ملی
وی همچنین در تیم ملی فوتبال هلند بازی کرده است.